# Claes-Ingvar Lagerkvist
Pour les articles homonymes, voir Lagerkvist.
Claes-Ingvar Lagerkvist, né en 1944, est un astronome suédois travaillant à l'observatoire d'Uppsala. Il est connu pour ses travaux sur la forme et les propriétés de rotation des planètes mineures.
Il a découvert quelques comètes périodiques, dont P/1996 R2 (Lagerkvist) et 308P/Lagerkvist-Carsenty (la première comète n'est pas encore numérotée, car elle n'a été observée qu'une seule fois).
Il a aussi découvert de nombreux astéroïdes, dont l'astéroïde troyen (37732) 1996 TY68. L'astéroïde (2875) Lagerkvist découvert le 11 février 1983 par Edward L. G. Bowell du projet LONEOS a été nommé en son honneur.

## Astéroïdes découverts
| (2114) Wallenquist    | 19 avril 1976     |
| (2191) Uppsala        | 6 août 1977       |
| (2274) Ehrsson        | 2 mars 1976       |
| (2589) Daniel         | 22 août 1979      |
| (2694) Pino Torinese  | 22 août 1979      |
| (2744) Birgitta       | 4 septembre 1975  |
| (2902) Westerlund     | 16 mars 1980      |
| (3005) Pervictoralex  | 22 août 1979      |
| (3250) Martebo        | 6 mars 1979       |
| (3331) Kvistaberg     | 22 août 1979      |
| (3573) Holmberg       | 16 août 1982      |
| (3634) Iwan           | 16 mars 1980      |
| (4050) Mebailey[1]    | 20 septembre 1976 |
| (4169) Celsius        | 16 mars 1980      |
| (4254) Kamél          | 24 octobre 1985   |
| (4310) Strömholm      | 2 septembre 1978  |
| (4593) Reipurth       | 16 mars 1980      |
| (4985) Fitzsimmons    | 23 août 1979      |
| (5080) Oja            | 2 mars 1976       |
| (5088) Tancredi       | 22 août 1979      |
| (5498) Gustafsson     | 16 mars 1980      |
| (5934) Mats[1]        | 20 septembre 1976 |
| (5937) Lodén          | 11 décembre 1979  |
| (5938) Keller         | 16 mars 1980      |
| (6150) Neukum         | 16 mars 1980      |
| (6686) Hernius        | 22 août 1979      |
| (6687) Lahulla        | 16 mars 1980      |
| (6771) Foerster       | 9 mars 1986       |
| (6945) Dahlgren       | 16 mars 1980      |
| (7047) Lundström      | 2 septembre 1978  |
| (7078) Unojönsson     | 17 octobre 1985   |
| (7217) Dacke          | 22 août 1979      |
| (7360) Moberg         | 30 janvier 1996   |
| (7545) Smaklösa       | 28 juillet 1978   |
| (7548) Engström       | 16 mars 1980      |
| (7813) Anderserikson  | 16 octobre 1985   |
| (7857) Lagerros       | 22 août 1978      |
| (7983) Festin         | 16 mars 1980      |
| (8534) Knutsson       | 17 mars 1993      |
| (8535) Pellesvanslös  | 21 mars 1993      |
| (8536) Måns           | 21 mars 1993      |
| (8537) Billochbull    | 21 mars 1993      |
| (8538) Gammelmaja     | 21 mars 1993      |
| (8539) Laban          | 19 mars 1993      |
| (8616) Fogelquist     | 16 mars 1980      |
| (8786) Belskaya       | 2 septembre 1978  |
| (8793) Thomasmüller   | 22 août 1979      |
| (9265) Ekman          | 2 septembre 1978  |
| (9266) Holger         | 2 septembre 1978  |
| (9267) Lokrume        | 2 septembre 1978  |
| (9273) Schloerb       | 22 août 1979      |
| (9274) Amylovell      | 16 mars 1980      |
| (9275) Persson        | 16 mars 1980      |
| (9521) Martinhoffmann | 16 mars 1980      |
| (9720) Ulfbirgitta    | 16 mars 1980      |
| (9831) Simongreen     | 22 août 1979      |
| (9919) Undset         | 22 août 1979      |
| (10013) Stenholm      | 2 septembre 1978  |
| (10021) Henja         | 22 août 1979      |
| (10025) Rauer         | 16 mars 1980      |
| (10265) Gunnarsson    | 2 septembre 1978  |
| (10270) Skoglöv       | 16 mars 1980      |
| (10285) Renémichelsen | 17 août 1982      |
| (10455) Donnison      | 9 juillet 1978    |
| (10458) Sfranke       | 2 septembre 1978  |
| (10997) Gahm          | 2 septembre 1978  |
| (11004) Stenmark      | 16 mars 1980      |
| (11013) Kullander     | 16 août 1982      |
| (11256) Fuglesang     | 2 septembre 1978  |
| (11449) Stephwerner   | 22 août 1979      |
| (11450) Shearer       | 22 août 1979      |
| (11451) Aarongolden   | 22 août 1979      |
| (11795) Fredrikbruhn  | 22 août 1979      |

| (11797) Warell           | 16 mars 1980      |
| (11798) Davidsson        | 16 mars 1980      |
| (12197) Jan-Otto         | 16 mars 1980      |
| (12229) Paulsson         | 17 octobre 1985   |
| (12663) Björkegren       | 2 septembre 1978  |
| (12671) Thörnqvist       | 16 mars 1980      |
| (12672) Nygårdh          | 16 mars 1980      |
| (12673) Kiselman         | 16 mars 1980      |
| (12984) Lowry            | 22 août 1979      |
| (13908) Wölbern          | 2 septembre 1978  |
| (13911) Stempels         | 22 août 1979      |
| (13912) Gammelgarn       | 22 août 1979      |
| (14327) Lemke            | 16 mars 1980      |
| (14348) Cumming          | 20 octobre 1985   |
| (15674) Elfving          | 2 septembre 1978  |
| (16367) Astronomiasvecia | 16 mars 1980      |
| (16707) Norman           | 19 août 1995      |
| (17368) Korn             | 22 août 1979      |
| (17369) Eremeeva         | 22 août 1979      |
| (18302) Körner           | 16 mars 1980      |
| (18632) Danielsson       | 28 février 1998   |
| (19084) Eilestam         | 2 septembre 1978  |
| (19918) Stavby           | 6 août 1977       |
| (19925) 1979 QD3         | 22 août 1979      |
| (19927) Rogefeldt        | 16 mars 1980      |
| (19959) 1985 UJ3         | 17 octobre 1985   |
| (20426) Fridlund         | 13 novembre 1998  |
| (20427) Hjalmar          | 13 novembre 1998  |
| (22251) Eden             | 2 septembre 1978  |
| (23418) 1979 QM3         | 22 août 1979      |
| (23419) 1980 FQ1         | 16 mars 1980      |
| (24610) 1978 RA10        | 2 septembre 1978  |
| (24624) 1980 FH4         | 16 mars 1980      |
| (26798) 1979 QG2         | 22 août 1979      |
| (27672) 1980 FA1         | 16 mars 1980      |
| (29130) 1986 EA5         | 9 mars 1986       |
| (30723) 1978 RU8         | 2 septembre 1978  |
| (30728) 1979 QD2         | 22 août 1979      |
| (35008) 1980 FZ2         | 16 mars 1980      |
| (37534) 1980 FL4         | 16 mars 1980      |
| (37717) 1996 RQ33        | 11 septembre 1996 |
| (37732) 1996 TY68        | 10 octobre 1996   |
| (39465) 1978 RW6         | 2 septembre 1978  |
| (39466) 1978 RX6         | 2 septembre 1978  |
| (39467) 1978 RA7         | 2 septembre 1978  |
| (39468) 1978 RY7         | 2 septembre 1978  |
| (39469) 1978 RG9         | 2 septembre 1978  |
| (39478) 1980 FR4         | 16 mars 1980      |
| (42464) 1978 RQ7         | 2 septembre 1978  |
| (42468) 1979 QY2         | 22 août 1979      |
| (43725) 1978 RK9         | 2 septembre 1978  |
| (46524) 1979 QH2         | 22 août 1979      |
| (52240) 1980 FQ4         | 16 mars 1980      |
| (58099) 1978 RB10        | 2 septembre 1978  |
| (58108) 1979 QE1         | 22 août 1979      |
| (73642) 1978 RV9         | 2 septembre 1978  |
| (85135) 1979 QN1         | 22 août 1979      |
| (85136) 1979 QX2         | 22 août 1979      |
| (96303) 1996 UM5         | 17 octobre 1996   |
| (99968) 1979 QQ2         | 27 août 1979      |
| (100744) 1998 DU36       | 28 février 1998   |
| (136779) 1996 TO68       | 8 octobre 1996    |
| (137052) Tjelvar         | 11 novembre 1998  |
| (150108) 1979 QG3        | 22 août 1979      |
| (152556) 1980 FK4        | 16 mars 1980      |
| (175731) 1998 DW36       | 28 février 1998   |
| (200145) 1998 DJ37       | 28 février 1998   |
| (301842) 1980 FG4        | 16 mars 1980      |
| (312646) 2010 EY91       | 19 août 1995      |
| (343842) 2011 HV33       | 31 août 1995      |
| (353731) 2011 WR114      | 29 août 1995      |
| (365893) 2011 WB3        | 31 août 1995      |
| (368930) 2006 VS43       | 8 août 1995       |
| 1. avec Hans Rickman     |                   |